# These Things Too
| Recensione              | Giudizio    |
| ----------------------- | ----------- |
| AllMusic                | [ 2 ]       |
| Robert Christgau        | C           |
| Progarchives            | [ 4 ]       |
| Sputnikmusic            | 3.3 (Great) |
| Dizionario del Pop-Rock | [ 6 ]       |
| 24.000 dischi           | [ 7 ]       |

These Things Too è il terzo album dei Pearls Before Swine, pubblicato dalla Reprise Records nel settembre del 1969.

## Tracce

### LP
Lato A
1. Footnote – 1:16 (W. H. Auden, Tom Rapp)
2. Sail Away – 3:06 (Tom Rapp)
3. Look into Her Eyes – 4:34 (Tom Rapp)
4. I Shall Be Released – 3:02 (Bob Dylan)
5. Frog in the Window (Reprise) – 3:36 (Tom Rapp)
6. I'm Going to City – 2:27 (Tom Rapp)
7. Man in the Tree – 3:25 (Tom Rapp)

Lato B
1. If You Don't Want To (I Don't Mind) – 3:20 (Tom Rapp)
2. Green and Blue – 0:22 (Elizabeth Rapp, Tom Rapp)
3. Mon amour – 2:04 (Elizabeth Rapp, Tom Rapp)
4. Wizard of Is – 3:36 (Tom Rapp)
5. Frog in the Window – 3:36 (Tom Rapp)
6. When I Was a Child – 4:44 (Tom Rapp)
7. These Things Too – 3:24 (Tom Rapp)

## Formazione
- Tom Rapp - voce, chitarra
- Wayne Harley - banjo, armonie vocali
- Elizabeth (Elizabeth Rapp) - voce
- Jim Fairs - chitarra, armonie vocali, celeste

Altri musicisti
- Bill Salter - basso
- Grady Tate - batteria
- Richard Greene - violino elettrico

Note aggiuntive
- Richard Alderson e Jim Fairs - produttori
- Charles R. Rothchild e Peter H. Edmiston - produttori esecutivi
- Bill Eaton, Jim Fairs e Pearls Before Swine - arrangiamenti
- Registrazioni effettuate al Impact Sound Studios di New York City, New York (Stati Uniti)
- Richard Alderson e Danford Griffiths - ingegneri delle registrazioni
- Mixaggio effettuato al A&R Recording di New York City, New York (Stati Uniti) da Steve Friedman
- Ed Thrasher - art direction
- Ringraziamenti a: Eric Gale, Eric Weissberg, Bob Dorough, John Brummidge, Pat Sommers, Bill Eaton, Don Payne e Pat Rebillot
- Quest'album è dedicato a Elizabeth[9]